# Diplothrixochernes simplex
Diplothrixochernes simplex är en spindeldjursart som beskrevs av Beier 1964. Diplothrixochernes simplex ingår i släktet Diplothrixochernes och familjen blindklokrypare. Inga underarter finns listade i Catalogue of Life.